# 기샤세이조

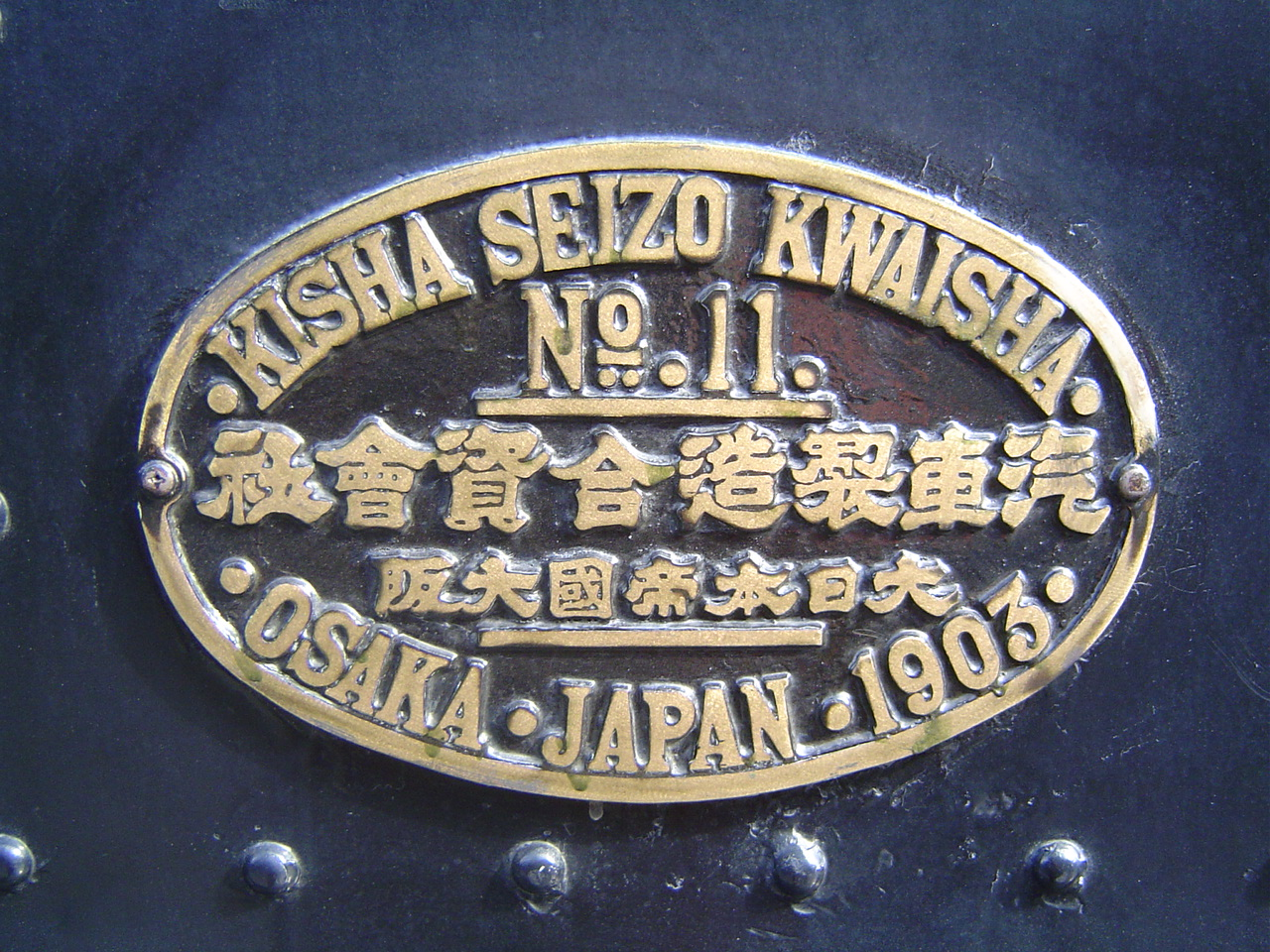

기샤세이조(汽車製造)는 1896년부터 1972년까지 존재하던 일본의 철도 차량 제작 업체이다. 기샤가이샤(汽車會社)라고도 불렸다. 가와사키 중공업에 인수 합병되었다.

## 연혁
- 1896년 : 이노우에 마사루에 의하여 설립.
- 1899년 : 오사카시에 공장 건설.
- 1901년 : 객차 및 화차 제작 업체인 히라오카 공장(平岡工場)과 합병. 각각의 공장을 오사카 본점, 도쿄 지점으로 개편.
- 1936년 : 도쿄로 본사 이전, 오사카 본점을 오사카 지점으로 개칭.
- 1944년 : 두 곳의 지점(공장)을 각각 오사카 제작소, 도쿄 제작소로 개칭.
- 1968년 : 현재의 우쓰노미야시에 공장 건설. 화차 제작을 담당함.
- 1972년 : 가와사키 중공업과 합병.